# Soodla (řeka)
Soodla (estonsky plným názvem Soodla jõgi, tedy "řeka Soodla" nebo "Soodelská řeka", někdy též Suuga jõgi) je řeka na severu Estonska, pravý přítok Jägaly. Vytéká z Karkuského močálu v Pandiverské vysočině a vlévá se do Jägaly u vesnice Soodla.